# Phi lê

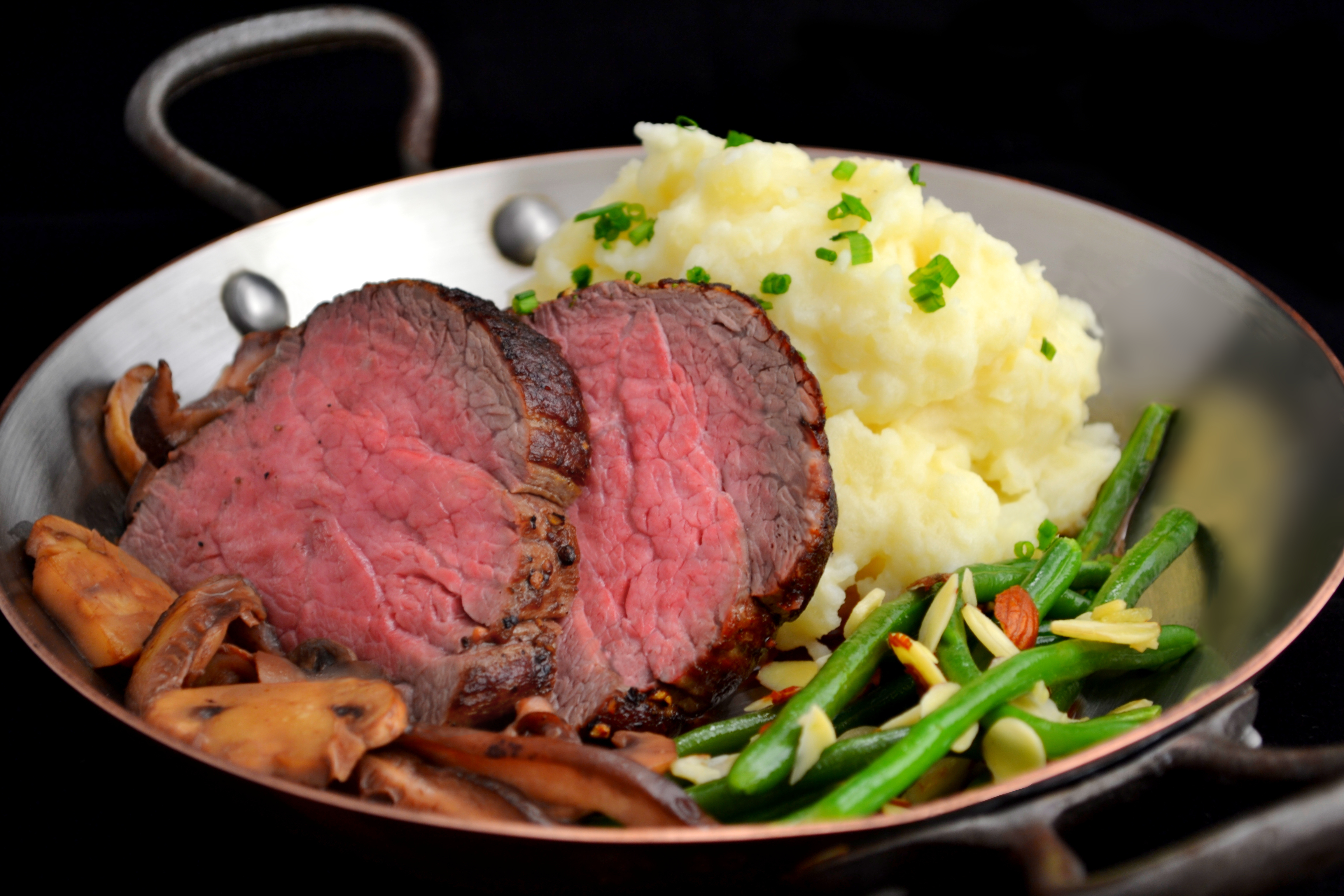
Thịt bò phi lê

Phi lê là kỹ thuật thái lát thịt mỏng, được lấy từ ngực, theo chiều dài trên thân thịt hoặc cá từ người bán thịt . Đó là một phần mềm và nạc.
Phi lê có thể được cắt lát để đơn giản là nướng hoặc áp chảo trong bếp, hoặc được sử dụng trong các công thức nấu ăn phức tạp nhất của người sành ăn.
Khi các lát cắt từ thân thịt bò dùng để làm thực phẩm, phi lê là một phần thịt có giá cao.

## Phi lê cá
Phi lê cá là phần thịt được lấy song song với sống lưng, được tước bỏ xương và thường được lột da. Những miếng phi lê này có thể được áp chảo với bơ, hấp, luộc, cuộn, ướp, cho vào timbale (món nhồi), paupiette (chả cuốn), món bánh khai vị vol-au-vent, aspic (thịt đông có trứng, ăn trước hoặc sau bữa ăn).
Ví dụ, cuốn Hướng dẫn ẩm thực của Auguste Escoffier cung cấp không dưới 120 công thức nấu món nguội hay món chín đối với phi lê cá bơn, được biết đến nhiều nhất là phi lê cá bơn vùng Normandy, nơi phi lê được luộc chín trong nước hầm cá với nấm. Ví dụ: Verdi sole fillet, cũng được luộc trong nước hầm cá, sau đó đặt lên lớp mì ống chần, thái hạt lựu, kết hợp với kem sữa và pho mát, sau đó được thêm với 125 gam thịt tôm hùm và 75 gam nấm cục cắt hạt lựu cho 250 gam mì ống. Rưới xốt Mornay lên trên..

## Phi lê thịt gia cầm

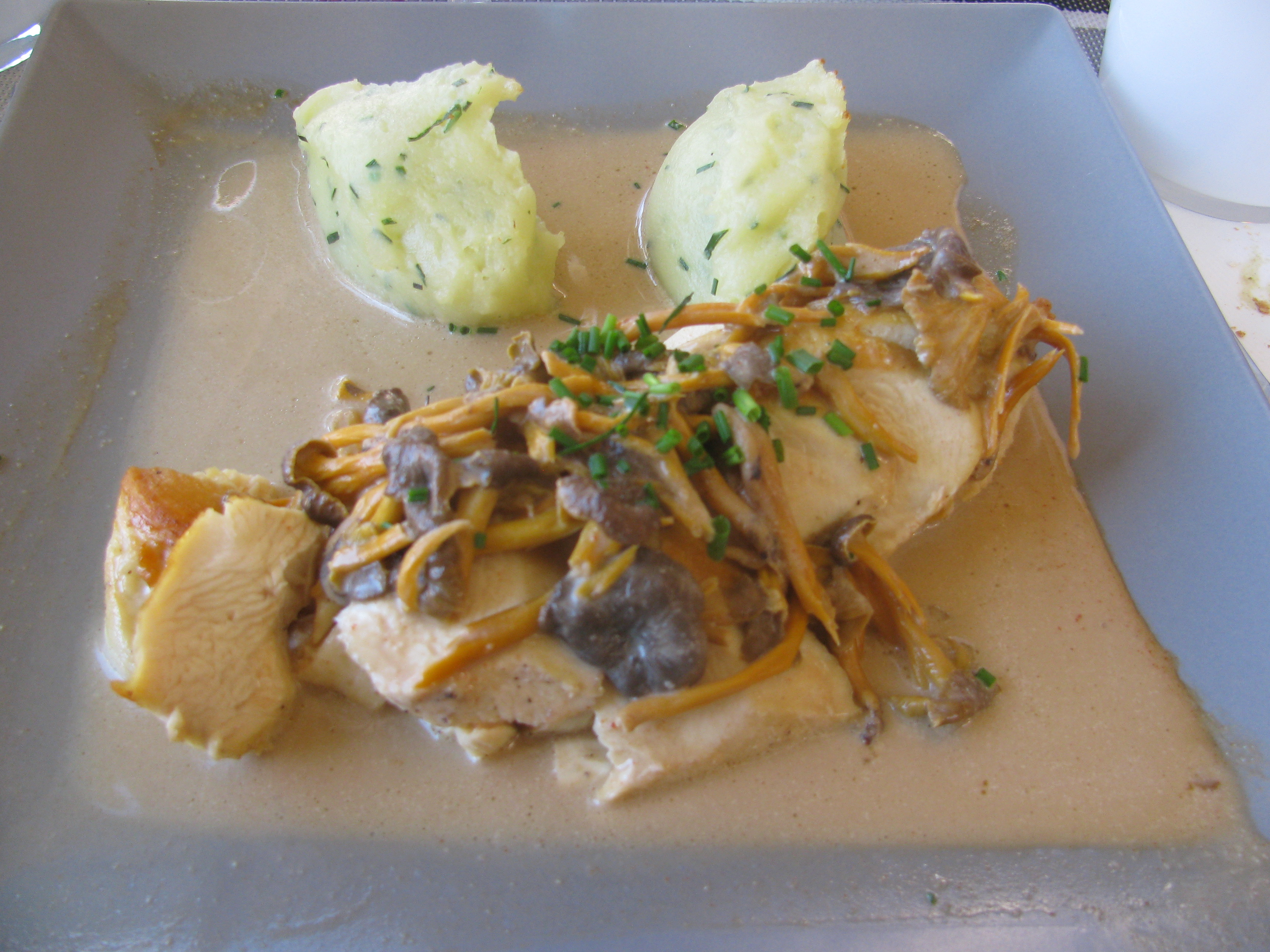
Phi lê gà với nấm mồng gà.

Đối với gia cầm, khối cơ ngực xung quanh xương lưỡi hái chia thành hai phần : kỹ thuật phi lê và aiguillettes (thái thành dạng thuôn hai đầu) hẹp. Trong thế giới ẩm thực của người sành ăn, phần này có thể lấy tên là "thượng phẩm" hoặc "sườn gia cầm" (cũ). Các loại thịt gia cầm rất đa dạng : từ chim cút đến ngỗng, bao gồm gà, gà trống, gà mái, gà trống thiến, gà mái tơ, vịt, gà tây, chim bồ câu, gà sao tơ hoặc gà lôi, chưa kể thỏ và thỏ rừng được phân loại trong danh mục này.
Nếu trong bếp ăn gia đình, các loại thịt thường được nấu chín nguyên con thì trong phục vụ ăn uống, đầu bếp sẽ cho lên “đĩa”, hầu hết chỉ chuẩn bị một phần của những con vật này. Là món khai vị hoặc món chính, phi lê được sử dụng trong tất cả các hình thức chế biến: nướng, áp chảo, om, luộc, chần, nguội hoặc nóng, nạm hoặc thịt xông khói, thường hoặc nhồi.
Ức vịt, một món ăn có phần phi lê của vịt béo (vịt xiêm hoặc vịt lai), được phục vụ kèm phần mỡ và da. Để chuẩn bị món ức vịt, miếng phi lê được nướng từ mặt da (chảy nhiều mỡ) sau đó đến mặt thịt, có màu hồng và chín tái, dùng kèm sốt tiêu xanh.

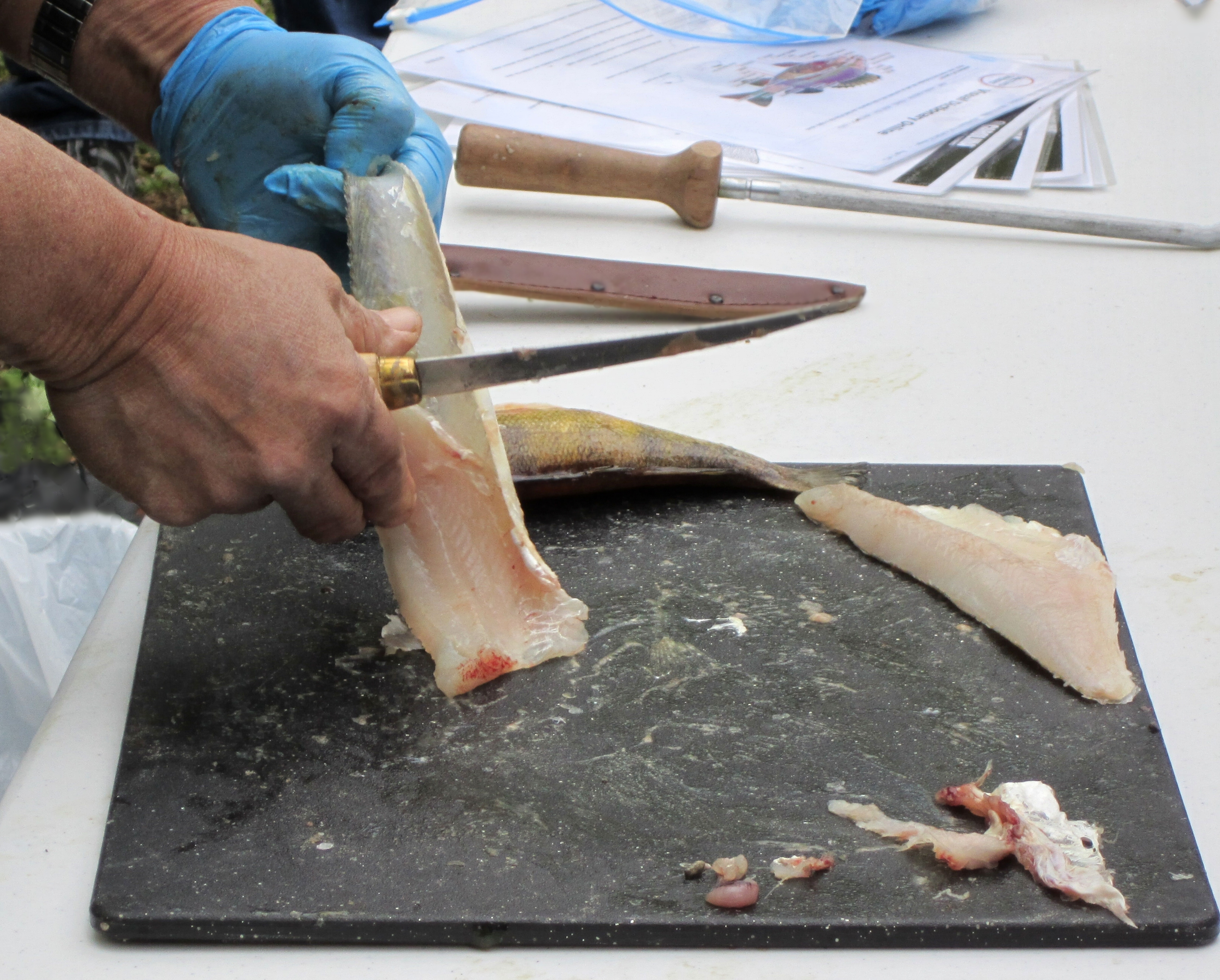
Phi lê một con cá
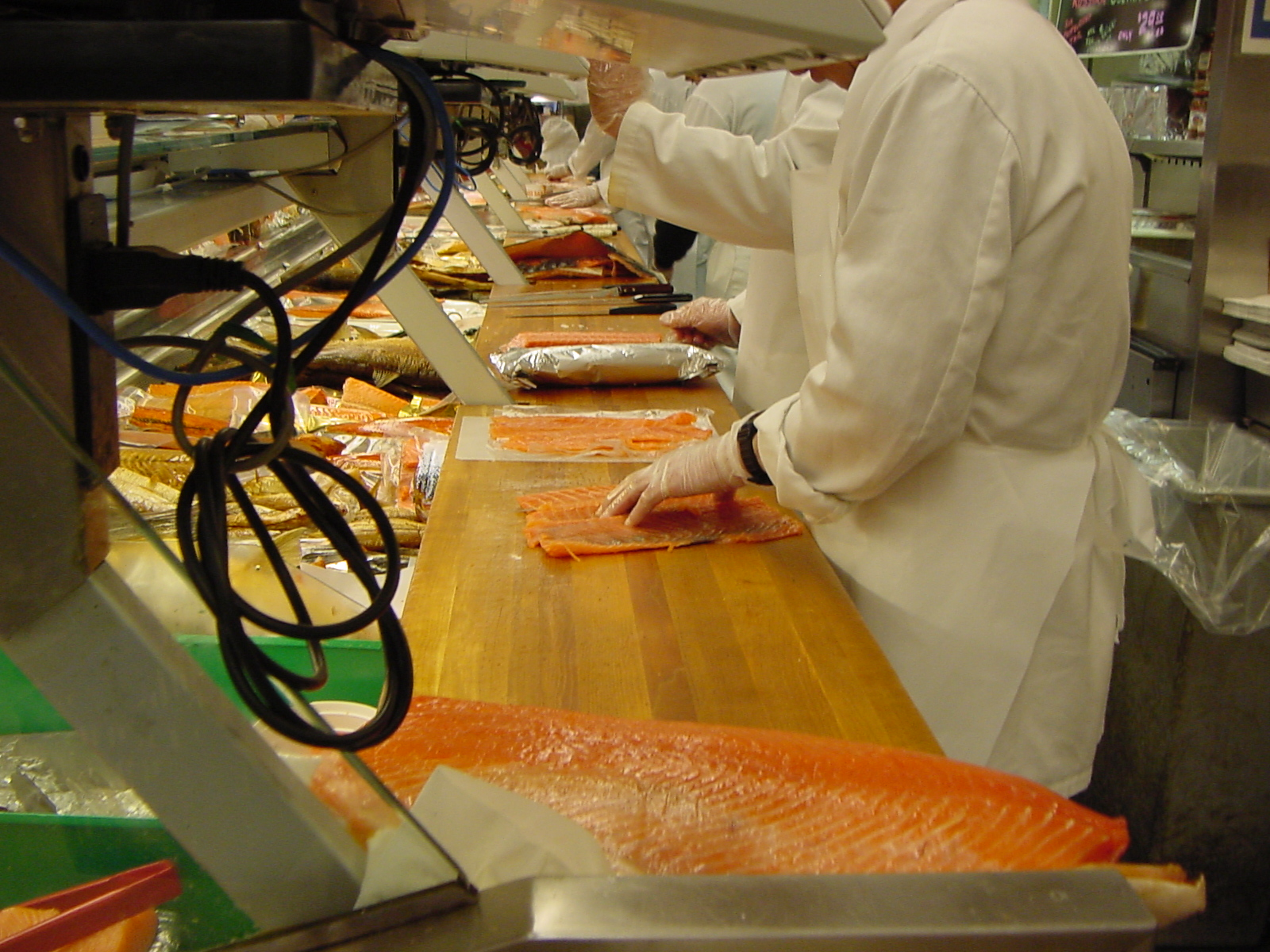
Một dây chuyền phi lê cá
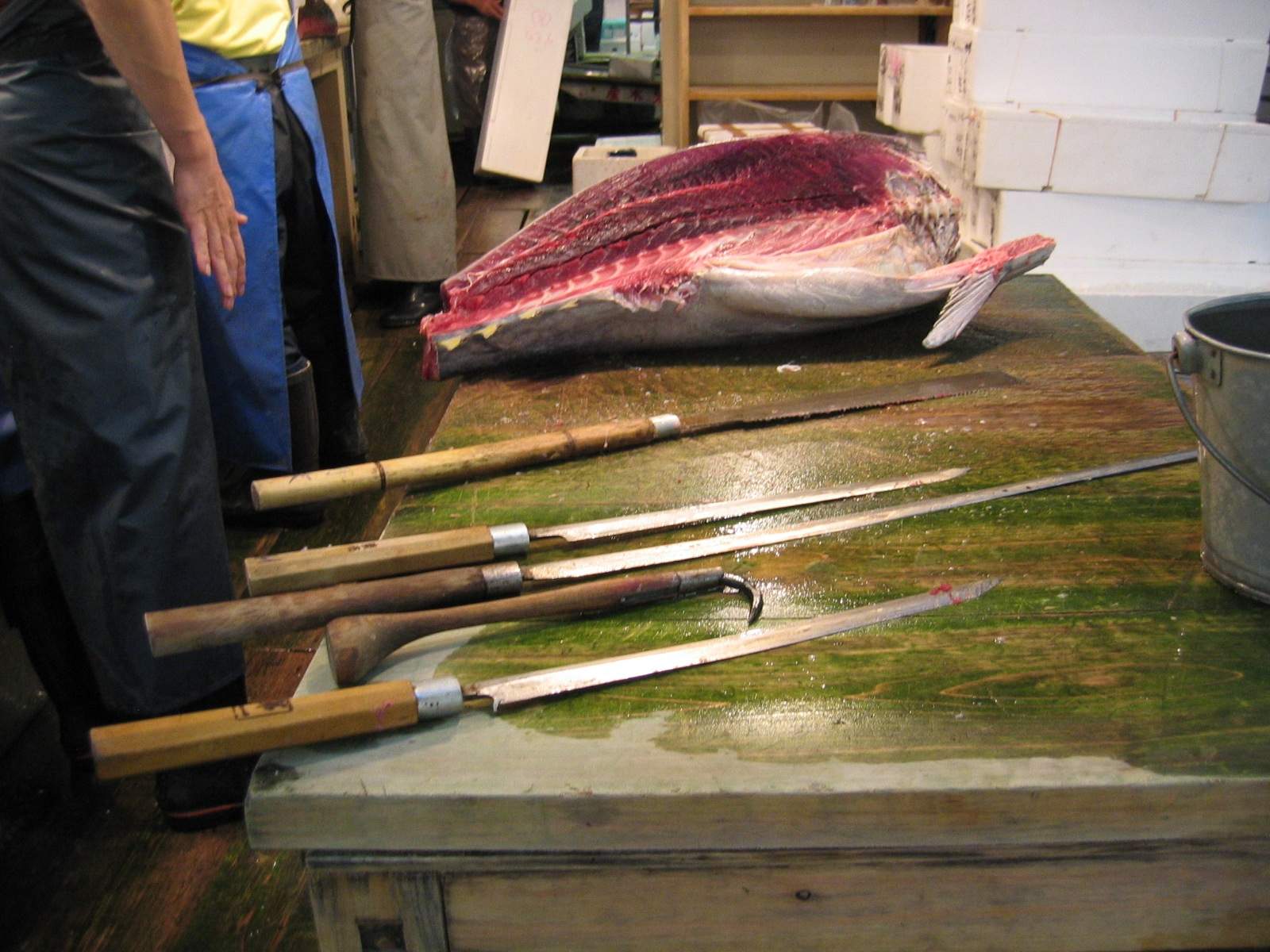
Dao dùng để phi lê cá ngừ ở Nhật